# Stratford, Texas
Stratford är en stad i den amerikanska delstaten Texas med en yta av 5,3 km² och en folkmängd som uppgår till 1 991 invånare (2000). Stratford är administrativ huvudort i Sherman County. Orten har fått sitt namn efter Stratford Hall, en plantage i Virginia där Robert E. Lee föddes.